# Forcett and Carkin
Forcett and Carkin – były civil parish w Anglii, w North Yorkshire, w dystrykcie (unitary authority) North Yorkshire. W 2011 civil parish liczyła 155 mieszkańców. W obszar civil parish wchodzi także Forcett.